# NGC 4824
NGC 4824 – gwiazda znajdująca się w gwiazdozbiorze Warkocza Bereniki. Jej jasność obserwowana wynosi około 15m. Skatalogował ją Guillaume Bigourdan 19 kwietnia 1885 roku jako obiekt typu „mgławicowego”. Baza SIMBAD podaje, że obiekt NGC 4824 to galaktyka LEDA 44162 (PGC 44162).